# اوله دانچنکو
اوله دانچنکو (اوکراینی: Олег Сергійович Данченко؛ زادهٔ ۱ اوت ۱۹۹۴) بازیکن فوتبال اهل اوکراین است.
از باشگاه‌هایی که در آن بازی کرده‌است می‌توان به باشگاه فوتبال روبین کازان، باشگاه فوتبال آنژی مخاچ‌قلعه، باشگاه فوتبال شاختار دونتسک، و باشگاه فوتبال چورنومورتس اودسا اشاره کرد.
وی همچنین در تیم ملی فوتبال زیر ۲۱ سال اوکراین بازی کرده‌است.